# Fehérszárnyú pingvin
A fehérszárnyú pingvin (Eudyptula minor albosignata, vagy talán Eudyptula albosignata) a madarak (Aves) osztályának pingvinalakúak (Sphenisciformes) rendjébe, ezen belül a pingvinfélék (Spheniscidae) családjába és a Spheniscinae alcsaládjába tartozó alfaj vagy faj.

## Rendszertani besorolása és kifejlődése
Manapság a legtöbb taxonómus a fehérszárnyú pingvint a kék pingvin (Eudyptula minor) színváltozataként tartja számon. A 2002-ben elvégzett mitokondriális DNS-vizsgálatok azt mutatták, hogy az Eudyptula madárnemen belül két klád van: az egyik az új-zélandi Északi-szigeten, a Cook-szorosban és a Chatham-szigeteken élő állományokat, valamint a fehérszárnyú pingvint foglalja magába, míg a másik kládban az ausztráliai és az Új-Zélandhoz tartozó Déli-sziget délkeleti partjain levő pingvinek vannak. Az eddigi hangkiadásaiknak és különböző testrészeik leméréseinek a klaszteranalízise, részben alátámasztotta a DNS-vizsgálat eredményét. 2008-ban, Hadoram Shirihai izraeli ornitológus és író, az Eudyptula madárnem két madarát vikarizálódotfajokként írta le. 2012-ben a Természetvédelmi Világszövetség (IUCN) és a BirdLife International szervezetek a fehérszárnyú pingvint a kék pingvin alfajának vagy színváltozatának nyilvánították ki.
A sejtmag- és a mitokondriális DNS-vizsgálatok azt mutatják, hogy az Eudyptula és a rokon Spheniscus pingvinnemek, körülbelül 25 millió évvel ezelőtt váltak szét, míg a két Eudyptula-faj 2,7 millió éve vált ketté.

## Előfordulása
A fehérszárnyú pingvin legfőbb előfordulási területe az új-zélandi Canterbury tartomány tengerpartján van. E tartomány székhelyének, azaz a Christchurch nevű városnak közelében levő Banks-félszigeten és Motunau-szigeten, körülbelül 3750 költőpár él.

### Védelme
2010 augusztusában az US Endangered Species Act veszélyeztetnek nyilvánította a fehérszárnyú pingvint. A Motunau Beach Biodiversity Development Team nevű természetvédő szervezet e pingvin védelméről szóló tervet próbálja beiktatni.

## Megjelenése
Kisméretű pingvin, mely körülbelül 30 centiméter magas és 1,5 kilogramm testtömegű. Nevét a szárnyain levő fehér mintázatról kapta; ez a mintázat pedig egyedüli az Eudyptula-pingvinek között.

## Életmódja
Mint a legtöbb pingvin, a fehérszárnyú pingvin is a tengerparti sziklákon, szirteken és barlangokban fészkel. Az öblök védettebb részeit keresik. A többi pingvintől eltérően, a szóban forgó madár éjjel tevékeny. A nappalt a szárazon, azaz a kolóniákban tölti; éjszaka indul táplálékot szerezni. Hajnalra visszatér az üregben levő fészkéhez. A Banks-félszigeten lévő egyes pingvinek, nappal is az üreg mellett láthatók. A táplálkozási helyről visszatérő pingvinek csak akkor merészkednek a szárazra, mikor nagyobb csapat gyűlt össze.

### Táplálkozása
A fehérszárnyú pingvin kisebb rajban úszó halakkal, például: szardíniával és szardellafélékkel, valamint fejlábúakkal és rákokkal táplálkozik; az utóbbiakkal, csak kisebb mértékben. Táplálékát aktívan követi, azaz nem lesből támad. Táplálékának többségét, általában a parttól 25 kilométeres távolságban találja meg. Éjszakánként több ízben is halászik. Az eddigi megfigyelések szerint a legtávolabbra úszó példány 75 kilométert tett meg egy irányba.

## Szaporodása
Ez a pingvin júliustól decemberig, de főleg augusztustól novemberig rakja le tojásait. A fészek mindig egy üreg alján található. Az üreg viszont ülhet egy fa tövében, egy dűnébe vájva, vagy növényekkel benőtt domboldalon. A kotlás 33-39 napig tart. A fiatal madarak 50-65 nap után hagyják el a fészket.

### Fordítás
- Ez a szócikk részben vagy egészben  a   White-flippered penguin című angol Wikipédia-szócikk ezen változatának fordításán alapul.  Az eredeti cikk szerkesztőit annak laptörténete sorolja fel. Ez a jelzés csupán a megfogalmazás eredetét és a szerzői jogokat jelzi, nem szolgál a cikkben szereplő információk forrásmegjelöléseként.